# Maladie de longue durée
Pour les articles homonymes, voir ALD.
En France, est désignée comme maladie de longue durée, ou affection de longue durée (ALD), l’une des trente maladies figurant sur la liste conçue par l’assurance maladie française. Elle donne lieu à un remboursement intégral des soins, après établissement d’un protocole thérapeutique.
Les affections de longue durée comportant un traitement prolongé et une thérapeutique particulièrement coûteuse sont inscrites sur la liste des 29 maladies (ALD30) établie à l’article D322-1 du code de la sécurité sociale.
Le dispositif juridique des « ALD » est principalement inclus aux articles (et suivants) : D322-1, L322-3, L324-1 et R324-1 du Code de la sécurité sociale,,,.
En 2017, 10 millions de personnes bénéficient du régime d’ALD. En 2011, les dépenses de santé des personnes en ALD représentent 14 % des dépenses totales de l’assurance maladie.
Nota bene : Le terme Maladie de longue durée est synonyme par héritage d’Affection de longue durée correspondant à la liste intitulée : ALD30.

## Historique
Créé en 1945, ce dispositif, portant le nom d’Affection de longue durée, a pour mission implicite de limiter les restes à charge (RAC) des assurés ayant des dépenses élevées,. Le dispositif de la prise en charge à 100 % résulte du vieillissement de la population, du développement du nombre de maladies chroniques, de l’accroissement du coût des prises en charge et du progrès médical.
Depuis la loi no 2004-810 du 13 août 2004 relative à l’assurance maladie qui modifie les articles L324-1 et L322-3, la Haute Autorité de santé formule des avis sur les affections de longue durée, qui constituent des aides à la décision publique.
Présenté le 24 avril 2007, le plan « Améliorer la qualité de vie des personnes atteintes de maladies chroniques » présenté par le ministre de la Santé et des Solidarités relance l’enjeu sanitaire, financier et politique de l’ALD.
Originellement, l’ALD concernait quatre longues maladies. La liste des ALD a évolué vers 400 pathologies différentes regroupées dans la rubrique intitulée : ALD30.

### Dates clés
- Avant 1945 : prestations de l’assurance maladie pendant 6 mois, puis assurance invalidité ;
- 19 octobre 1945 : création de l’assurance de la longue maladie : couverture maladie pendant 3 ans[11],[Note 1] ;
- 20 mai 1955 : fusion du régime de l’assurance maladie et du régime d’assurance de longue maladie, maintien du principe d’une exonération ou d’une réduction du ticket modérateur pour les assurés sociaux atteints d’une ALD ;
- 27 juin 1955 : un décret vient subordonner le bénéfice des exonérations du ticket modérateur pour les assurés en arrêt de travail atteints de tuberculose, maladie mentale, affection cancéreuse ou de poliomyélite ;
- 31 juillet 1968 : ajout d’un nouveau cas d’exonération du ticket modérateur pour les patients atteints d’une affection non inscrite sur la liste et comportant un traitement prolongé et une thérapeutique particulièrement coûteuse 26e maladie ;
- 31 décembre 1986 : suppression du mécanisme de la 26e maladie, le nombre des ALD est fixé à 30 ;
- 7 septembre 1988 : la participation laissée à la charge de l’assuré peut être prise en charge par le FNASS ;
- 23 décembre 1993 : modalités de remplissage de l’ordonnancier bi-zone ;
- 13 août 2004 : promulgation de la loi portant réforme de l’assurance maladie[8] ;
- 12 janvier 2005 : signature de la convention médicale (rémunération de 40 euros par an par patient en ALD pour le médecin traitant) ;
- 1er juillet 2005 : mise en œuvre du parcours de soins coordonnés par le médecin traitant ;
- 3 mars 2006 : signature de l’avenant 12 à la convention médicale prévoyant l’implication des médecins traitants dans les actions de prévention ciblées ;
- 31 mai 2006 : la HAS publie les premières recommandations relatives aux ALD (diabète et hépatite C) ;
- 29 mars 2007 : signature de l’avenant 23.

### Définition actuelle
Selon l’article L. 322-3 du Code de la Sécurité Sociale, « les affections de longue durée sont des affections comportant un traitement prolongé et une thérapeutique particulièrement coûteuse, ouvrant droit, pour ceux qui en sont atteints, à l’exonération du ticket modérateur, c’est-à-dire à une prise en charge intégrale de leurs frais de traitement, dans la limite du périmètre remboursable ».
Le dispositif des ALD permet la prise en charge de patients ayant une maladie chronique qui nécessite un traitement prolongé et une thérapeutique coûteuse.
Sont exonérés du paiement du ticket modérateur les patients concernés par les maladies recensées dans les listes :
- ALD30 : environ 400 pathologies différentes regroupées dans 30 ALD ;
- ALD31 : affections hors liste (formes évolutives ou invalidantes d’affections graves caractérisées hors liste)[12] ;
- ALD32 : polypathologie invalidante[12].

Le seul critère de maladie de longue durée n’est pas déterminant pour l’obtention du remboursement intégral des prestations. Sont pris en compte les critères de gravité ou de durée. Ainsi, le décret du 22 avril 2002 remplace la mention « infarctus du myocarde datant de moins de six mois » par « maladies coronaires » et ne peut ouvrir ce droit que s’il donne lieu à une insuffisance cardiaque grave.
L’ALD peut être accordée en cas, :
- d’une affection grave, caractérisée, de forme évolutive ou invalidante et reconnues par le contrôle médical, ne figurant pas sur cette liste mais nécessitant des soins continus d’une durée prévisible supérieure à 6 mois et une thérapeutique coûteuse (affection dites « hors liste »). Typiquement, les cancers sont dans ce cas : les traitements sont longs, coûteux et durent généralement plus de 6 mois ;
- de plusieurs affections entraînant un état pathologique invalidant, nécessitant des soins continus d’une durée prévisible supérieure à 6 mois (polypathologie).

## Liste des 29 affections (ALD30)
Les 29 affections de longue durée sont les suivantes :
- Accident vasculaire cérébral invalidant ;
- Insuffisances médullaires et autres cytopénies chroniques ;
- Artériopathies chroniques avec manifestations ischémiques ;
- Bilharziose compliquée  ;
- Insuffisance cardiaque grave, troubles du rythme graves, cardiopathies valvulaires graves, cardiopathies congénitales graves ;
- Maladies chroniques actives du foie et cirrhoses ;
- Déficit immunitaire primitif grave nécessitant un traitement prolongé, infection par le virus de l'immunodéficience humaine (VIH) ;
- Diabète de type 1 et diabète de type 2 ;
- Formes graves des affections neurologiques et musculaires (dont myopathie), épilepsie grave ;
- Hémoglobinopathies, hémolyses, chroniques constitutionnelles et acquises sévères ;
- Hémophilies et affections constitutionnelles de l'hémostase graves ;
- Maladie coronaire ;
- Insuffisance respiratoire chronique grave ;
- Maladie d'Alzheimer et autres démences ;
- Maladie de Parkinson ;
- Maladies métaboliques héréditaires nécessitant un traitement prolongé spécialisé ;
- Mucoviscidose ;
- Néphropathie chronique grave et syndrome néphrotique primitif ;
- Paraplégie ;
- Vascularites, lupus érythémateux systémique, sclérodermie systémique ;
- Polyarthrite rhumatoïde évolutive ;
- Affections psychiatriques de longue durée ;
- Rectocolite hémorragique et maladie de Crohn évolutives ;
- Sclérose en plaques ;
- Scoliose idiopathique structurale évolutive (dont l'angle est égal ou supérieur à 25 degrés) jusqu'à maturation rachidienne[14] ;
- Spondylarthrite grave ;
- Suites de transplantation d'organe ;
- Tuberculose active, lèpre ;
- Tumeur maligne, affection maligne du tissu lymphatique ou hématopoïétique.

## Statistiques, données chiffrées et enjeux

### Groupes de pathologies les plus fréquentes

Les ALD les plus fréquentes en France sont les maladies cardiovasculaires (bleu), les tumeurs malignes (rouge), le diabète (jaune) et les affections psychiatriques de longue durée (gris).

Les ALD constituent un enjeu croissant sur les plans humain, sanitaire et financier : près de 8 millions de personnes sont atteintes en France aujourd’hui d’une de ces affections, le nombre de patients progresse de plus de 5 % par an depuis 10 ans. Les soins pratiqués à ce titre représentent près de 60 % du total des dépenses remboursées par l’assurance maladie. En l'an 2000, l'âge moyen à l’admission est de 61 ans et 60 % des bénéficiaires ont plus de 60 ans.
Les trois ALD les plus fréquentes en 2004 concernent environ 4,2 millions assurés (64 % des 6,6 millions d’ALD) : affections cardio-vasculaires (2 134 000, 32 %), les tumeurs malignes (1 264 000, 19 %), les diabètes de type 1 et de type 2 (1 211 000, 18 %). Et 76 % en tout pour les quatre premiers groupes de pathologies, en tenant compte des affections psychiatriques de longue durée (896 000, 14 %).
80 % des ALD correspondent à quatre groupes d’affections :
- les maladies cardio-vasculaires : première cause de mortalité et d’ALD (2,2 millions de patients du régime général) ;
- les cancers : deuxième cause de mortalité en France et première cause d’ALD30 pour les femmes de 45 à 74 ans ;
- le diabète sucré : première cause d’ALD pour les hommes de 45 à 74 ans ;
- les affections psychiatriques : première cause d’ALD chez les enfants (retard mental, trisomies, etc.) et les adultes jeunes (15-44 ans).

Pour trois maladies, la situation sanitaire est globalement moins bonne dans la moitié nord du territoire métropolitain :
- le cancer du poumon : 0,08 % de la population fin 2004 ;
- les maladies alcooliques du foie : 0,06 % de la population (Bretagne, Haute-Normandie et Centre de la France) ;
- le diabète sucré : 2,2 % de la population. C’est une maladie liée à la prise de poids de la population et à des facteurs génétiques.

D’autres ALD présentent un profil géographique différent :
- les affections psychiatriques de longue durée : 1,6 % de la population dans la moitié sud de la France et en Bretagne (disparités géographiques liées à la densité de psychiatres et de lits d’hospitalisation) ;
- l’hypertension artérielle grave : 1,4 % de la population, risque cardio-vasculaire plus élevé dans la partie nord de la France, mais suppression de cet item de la liste depuis le décret du 24 juin 2011[16].

L’accroissement très rapide de la fréquence des ALD (augmentation de plus de 74 % par an en moyenne) trouve son origine dans différents facteurs :
- modifications réglementaires (introduction de pathologies moins graves dans le champ des ALD30) ;
- allongement de la durée de vie des patients en ALD ;
- augmentation des personnes diabétiques et des tumeurs malignes en ALD30 (obésité, surpoids, vieillissement de la population, accroissement de la durée de vie, intensification des dépistages, etc.) ;
- élargissement des critères d’admission dû à l’accroissement du nombre de patients en ALD30.

### Aspects économique

En France, l’Assurance maladie indemnise les salariés déclarés invalides selon la gravité de leur invalidité. Seules les personnes relevant de la catégorie 1 (en bleu) sont partiellement aptes à travailler.

Depuis dix ans, le nombre de patients admis en ALD progresse de 5 % par an ; ils sont aujourd’hui près de 8 millions et les soins dispensés au titre de ces affections représentent 60 % du total des dépenses remboursées par l’assurance maladie.
En 2004, le remboursement annuel par patient en ALD était d’environ 7 000 €, soit sept fois supérieur à celui des autres assurés. Sur ces 7 000 €, 57,8 % concerne l’hospitalisation publique et privé, et 20 % le remboursement des médicaments.
Les dépenses de soins sont plus élevées au début de la maladie : environ 10 000 € la première année de l’ALD qui correspond à la recherche du diagnostic et à la phase active du traitement, et au moment du décès (7 000 €).
Groupes d’affections les plus coûteuses :
- 1er groupe (remboursements > 15 000 €/an) : hémophilie, affections de l’hémostase graves, néphropathie dont l’insuffisance rénale, mucoviscidose, paraplégie et suites de transplantation d’organes) ;
- 2e groupe (remboursements = 10 000 €/an) : infections par le VIH, sclérose en plaques, accidents vasculaires cérébraux invalidants et infections psychiatriques de longue durée).

Une forte concentration des dépenses est observée toutes ALD confondues, mais aussi au sein dans chaque ALD. 5 % des patients en ALD concentrent 41,5 % des remboursements (notamment en ce qui concerne l’hémophilie et les maladies métaboliques héréditaires).
La proportion des dépenses d’assurance maladie pour des patients en ALD augmente dans le temps, notamment les dépenses exonérées du ticket modérateur du fait de :
- augmentation importante des effectifs de personnes en ALD (3,7 millions en 1994 contre 6,5 en 2004) ;
- augmentation du nombre de nouveaux cas ;
- augmentation de la propension à demander l’ALD ;
- impact des modifications réglementaires, nouveaux critères d’attribution ;
- impact du vieillissement de la population et de l’allongement de la durée de vie de personnes en ALD ;
- meilleure prise en charge médicale des patients, amélioration de la qualité de vie et du pronostic. Du fait de cette augmentation de l’espérance de vie, la part des maladies chroniques liées au vieillissement s’accroît (maladies cardio-vasculaires, démence, diabète, etc.).

La prise en charge des personnes atteintes d’une ALD représente un enjeu croissant sur le plan sanitaire, mais aussi économique. Ainsi, pour maîtriser les dépenses de santé, les enjeux sont :
- mieux comprendre les comportements de consommation médicale ;
- améliorer le rapport coût/efficacité des soins ;
- développer les actions de prévention pour retarder la survenue de la maladie ou son aggravation, dans l’objectif d’éviter l’alourdissement des coûts de prise en charge.

La HAS a relevé des disparités entre les ALD quant aux critères médicaux d’admission et souligne la dualité des objectifs : objectif médical et objectif de solidarité financière. Les ALD sont devenues aujourd’hui synonyme de prise en charge médicale coordonnée, en l’absence d’un dispositif de suivi structuré de l’ensemble des maladies chroniques. Le Plan Qualité de vie des maladies chroniques, rendu public en avril 2007, constitue aujourd’hui une opportunité de sortir de cette ambiguïté.
Afin de poursuivre la réflexion avant toute modification du périmètre d’exonération, la HAS souhaite lancer un débat public (patients, professionnels de santé, financeurs et décideurs) sur la nécessaire distinction entre qualité des soins et exonération financière, sur la définition du caractère coûteux des soins et sur la couverture financière collective du risque aggravé en santé.
À la suite de l’analyse des dix-huit premières ALD (par la HAS) en termes de parcours de soins, coûts et restes à charge, il apparaît que :
- certaines affections présentent des dépenses qui peuvent être très importantes : hémophilie, mucoviscidose, sclérose en plaques , etc.
- pour diverses affections, il n’est pas possible d’apprécier si les traitements nécessaires sont particulièrement coûteux : diabète de type 2 non compliqué, tuberculose, etc.
- seule l’hospitalisation est un élément déterminant pour des coûts toujours supérieurs ;
- il subsiste une incohérence sur le plan médical de la liste actuelle des ALD. Par exemple, le diabète non compliqué est une ALD alors que d’autres affections beaucoup plus graves ne le sont jamais. La solution serait de permettre l’entrée en ALD de toutes les personnes atteignant la zone dangereuse en termes de facteurs de risques cardio-vasculaires à 1 million de personnes supplémentaires éligibles au dispositif ALD. Cette hypothèse présente un faiblesse médicale car elle ne prend pas en compte l’obésité et le tabagisme qui pourtant sont liés aux risques cardio-vasculaires. Si c’était le cas, cela n’aurait de toutes façons plus aucun sens en termes d’exonération du ticket modérateur, car cela reviendrait à étendre le bénéfice de l’ALD à plusieurs millions de personnes supplémentaires.
- le dispositif doit évoluer, une réforme est devenue indispensable. La HAS dégage deux axes :
  - protocolisation des parcours de soins et leur accompagnement ;
  - revoir les modalités de prise en compte des restes à charge élevés liés aux parcours de soins.

### Évolution
Pour des raisons techniques, il est temporairement impossible d'afficher le graphique qui aurait dû être présenté ici.

Consommation des bénéficiaires avant et après leur entrée en ALD sur la base de remboursements.
En 2003, la CNAMTS publie une étude sur l'évolution d’un échantillon d’assurés admis en ALD entre 1993 et 1998. Cette étude démontre au terme de six années d’observation après leur admission que : 28 % des patients sont guéris, 45 % sont encore dans le régime et 27 % sont décédés.
La hausse annuelle du nombre de patients reconnus comme étant atteints d’une affection de longue durée a « ralenti » en 2006-2007, se situant plus d’un point et demi sous sa moyenne annuelle de 1994 à 2004.

## Fonctionnement du dispositif
La réforme de 2004 a profondément modifié la gestion des ALD : place du médecin traitant, responsabilisation du patient face à sa maladie et sa prise en charge. La loi du 13 août 2004 a dégagé trois grands axes en termes d’amélioration du dispositif des ALD.

### Triple mission de la Haute Autorité de santé (HAS)
La Haute Autorité de santé (HAS) s’est vu confier par la loi du 13 août 2004 sur l’assurance maladie plusieurs missions consultatives :
- elle émet un avis sur la liste des affections de longue durée ;
- elle formule des recommandations sur les actes et prestations de soins nécessaires à la prise en charge de ces pathologies ;
- elle formule des recommandations sur les critères médicaux justifiant l’admission des patients dans ce dispositif.

Ces outils sont destinés à établir le protocole de soins prévu par la loi entre le médecin, le patient et le médecin-conseil. Le protocole de soins définit les droits et obligations du patient qui le signe. Les recommandations de la HAS précisent sa durée ainsi que la liste des actes et prestations nécessaires à la prise en charge du patient, qui seuls doivent être remboursés à 100 %.
Le 31 mai 2006, la HAS a publié les premiers guides pour le diabète et l’hépatite C, ainsi que ses premières recommandations de portée générale sur le dispositif des ALD.
La HAS élabore des guides pour la prise en charge des malades en ALD : listes des actes et prestations, « guides médecins » qui sont la synthèse des recommandations professionnelles existantes. Ces guides décrivent la prise en charge optimale, le parcours de soins précis.
Pour les maladies les plus courantes, la HAS élabore également des guides à destination des patients en collaboration avec les associations concernées. Il s’agit d’explications des éléments principaux du parcours de soins de la maladie. 
La maîtrise des dépenses de santé passe par une meilleure compréhension des comportements de consommation médicale. Sur les dix dernières années, la croissance du nombre de personnes en ALD30 (accroissement de la prévalence des maladies graves, allongement de l’espérance de vie, vieillissement de la population et élargissement des critères de prise en charge à 100 %) a eu plus d’impact sur l’augmentation des dépenses liées aux ALD30 que l’évolution des coûts moyens qui est restée modeste en euros constants. Pour certaines pathologies, l’élargissement du bénéfice de l’ALD à des patients moins gravement atteints peut expliquer cette évolution.
Le coût des soins est par ailleurs, pour une même affection, variable selon les patients. La phase du traitement (démarrage de la thérapie, soins en fin de vie, etc.) et l’ancienneté de la maladie sont notamment des facteurs de variation des coûts. La dispersion individuelle est également liée à l’hétérogénéité des stades de gravité pour certaines pathologies, comme le montrent les travaux réalisés en partenariat avec la Haute autorité de santé.
Pour l’Assurance maladie, l’enjeu majeur est d’améliorer le rapport coût-efficacité des soins fournis ; il est aussi de retarder la survenue de la maladie, ou son processus naturel d’aggravation, par des actions de prévention, pour éviter l’alourdissement consécutif des coûts de prise en charge (complications, hospitalisations et pathologies associées). L’évaluation médico-économique de ces politiques est à développer.

#### Axe 1: Une meilleure coordination et une nouvelle protocolisation des soins
L'axe 1 comprend les points suivants :
- la mise en place du parcours de soins coordonné (signature de la nouvelle convention médicale le 12 janvier 2005) ;
- le rôle du médecin traitant : sa mission de suivi et de coordinateur est désormais rémunérée par l’assurance maladie pour chaque patient pris en charge dans le cadre du dispositif ALD ;
- un nouveau protocole des soins, rédigé par le médecin traitant : recommandations établies par la HAS (état de santé du patient et avancées thérapeutiques), information du patient.

Les conséquences sont :
- meilleure circulation de l’information ;
- meilleure coordination entre le médecin traitant et les médecins spécialistes ;
- les patients n’ont plus besoin de passer par leur médecin traitant pour accéder aux médecins mentionnés dans le protocole de soins ;
- implication des patients : depuis début 2006, le patient doit signer le protocole de soins ; un guide d’information sur le dispositif de l’ALD est adressé à chaque patient lors de son admission en ALD, ainsi qu’un guide spécialisé de sa pathologie (HAS) ;
- publication par la HAS de dix recommandations relatives à sept ALD (diabète, hépatites, insuffisances respiratoires, mucoviscidose, sclérose en plaques, hémophilies et tuberculose) ; ces recommandations sont de véritables guides pour les médecins car ils comprennent également les listes d’actes et de prestations à utiliser lors de l’élaboration du protocole de soins ;
- simplification administrative : une démarche de simplification a été initiée en 2007 dans la gestion des ALD afin :
  - de permettre aux médecins de se référer aux recommandations de la HAS ;
  - d’harmoniser les pratiques entre les régions ;
  - de dématérialiser le protocole de soins par sa consultation en ligne.
- en raison de la nécessité de poursuivre le travail d’analyse au fur et à mesure du réexamen des autres ALD, la HAS a jugé prématuré e en 2006 la redéfinition des critères médicaux d’admission en ALD actuellement en vigueur.

#### Axe 2: La maîtrise médicalisée des dépenses
- L’enjeu majeur est d’évoluer vers une meilleure utilisation du système de soins : éviter les actes et prestations inutiles grâce à une coordination de soins plus efficiente en vue d’obtenir une réduction de la croissance de la consommation médicales et donc des remboursements ;
- Mieux utiliser l’ordonnancier bi-zone afin de ne rembourser le ticket modérateur de la dépense que s’il s’agit vraiment de soins en rapport avec l’ALD. Remarque : l’ordonnancier bi-zone est l’outil qui permet aux médecins de distinguer les soins liés à l’ALD, remboursables à 100 % des autres types de soins remboursés aux taux usuels ;
- Respect des règles d’exonération du ticket modérateur liées aux ALD, respect de l’ordonnancier bi-zone ;
- Un avenant à la convention médicale (mars 2007) fixe des objectifs individuels aux professionnels de santé, afin d’atteindre l’objectif national. Pour cela, sont diffusées aux médecins libéraux des fiches d’aide à l’utilisation de l’ordonnancier bi-zone. Ces fiches renseignent sur le lien d’une prescription avec l’ALD.

Le rythme de progression des dépenses remboursables de soins de ville en ALD s’est infléchi significativement depuis 2005, et s’est confirmé en 2006.

#### Axe 3: La prévention et la recherche d’un meilleur état de santé
Il est établi, par de nombreuses études, que la qualité de l’alimentation préserve la santé, en diminuant considérablement les risques de la plupart de ces maladies : cancers, maladies cardiovasculaires et diabète, qui à elles seules représentaient en 1994 plus de 67 % du nombre des ALD et 57 % des dépenses.
Les facteurs génétiques et familiaux, sur lesquels nous avons très peu de moyen d’action, jouent finalement un rôle nettement plus faible que la qualité de l’alimentation, l’activité physique, la consommation d’alcool et le tabagisme, sur lesquels il est possible d’agir, aux niveaux individuel et collectif.
La prévention agit sur ces quatre domaines :
- alimentation diversifiée, avec fruits et légumes, et moins salée (le sel est un facteur considérable d’hypertension notamment) ;
- activité physique ;
- consommation d’alcool ;
- tabagisme actif et passif.

Les missions de l’HAS dans cet axe sont :
- la mise en œuvre d’actions ciblées et adaptées pour chaque patient dont l’enjeu est d’éviter ou retarder l’apparition, le développement ou l’aggravation de maladies ou d’incapacités à chaque stade de la vie de l’assuré :
  - mettre le médecin traitant au cœur de programmes de prévention ;
  - développer des programmes d’accompagnement des patients en lien avec le médecin traitant.
- le développement des programmes d’accompagnement des patients spécifiquement atteints de maladies chroniques :
  - améliorer leur prise en charge ;
  - suivi personnalisé (démarche visant à impliquer les patients, en lien avec leur médecin).

### Affection de longue durée (ALD) et franchise médicale
Le coût de plus en plus élevé des ALD est au cœur de la controverse provoquée par la création de franchises médicales, dont la ressource estimée serait sans commune mesure avec l’augmentation des dépenses. La proposition faite par Martin Hirsch, haut commissaire aux solidarités actives contre la pauvreté, en faveur d’un « bouclier sanitaire » lié aux revenus des ménages suppose une transformation radicale de la prise en charge des ALD.

## Les moyens mis en œuvre en cas de retour à l’emploi

### Moyens obligatoires

#### Visite de pré-reprise
De manière générale, le salarié, son médecin traitant, ou le médecin conseil de l’Assurance Maladie peuvent, sous réserve de l’accord du patient pour les deux derniers cas, solliciter le médecin du travail pour l’organisation d’une visite de pré-reprise.
Celle-ci est obligatoire dès lors que l’arrêt de travail est supérieur à 3 mois. Tout salarié subissant une ALD doit donc faire l’objet d’une visite de pré-reprise, dans la mesure où son affection nécessite une interruption de travail ou des soins supérieurs à 3 mois.
Dans ce cadre, le médecin du travail peut prendre deux décisions :

##### 1) Aptitude au travail
Le médecin du travail peut considérer le salarié comme apte à reprendre son poste, tout en précisant un certain nombre de mesures à mettre en place, prévues par l’article L.4624-3 du Code du travail. Celles-ci peuvent concerner :
- Le poste de travail, qui pourra faire l’objet d’aménagement, d’adaptation ou de transformation.

La loi n°2005-102 du 11 février 2005 relative au handicap pose le principe d’aménagement raisonnable, lequel découle du principe de non-discrimination.
Le 13 novembre 2006, l’Assemblée générale des Nations unies adopte la Convention internationale relative aux droits des personnes handicapées, qui définit la notion « d’aménagement raisonnable » comme étant toutes « les modifications et ajustements nécessaires et appropriés n’imposant pas de charge disproportionnée ou indue apportés, en fonction des besoins dans une situation donnée, pour assurer aux personnes handicapées la jouissance ou l’exercice, sur la base de l’égalité avec les autres, de tous les droits de l’homme et de toutes les libertés fondamentales ». Deux notions centrales sont relevées : les notions de « mesures appropriées » et de « charge disproportionnée ». En effet un salarié en situation de handicap doit pouvoir bénéficier d’un aménagement de son poste de travail. Ce principe est contenu aux articles R.4214-26 et suivants du Code du travail.
L’employeur est tenu, en vertu de l’article L.4624-6 du Code du travail, de prendre en compte l’avis du médecin du travail, et, en cas d’impossibilité d’aménagement de poste, doit motiver les raisons d’un tel refus. Cet aménagement permettra au salarié d’être maintenu dans l’emploi en bénéficiant de certaines modifications quant à son poste de travail. Son handicap sera donc compensé, au travail, car il s’agit de réduire les écarts entre le poste de travail et les capacités du salarié réintégré dans l’entreprise, en prenant en compte son handicap. L’aménagement du poste de travail peut passer par plusieurs mesures :
- adapter les outils de travail (surélever le niveau du bureau ou du fauteuil pour éviter une mauvaise posture, installer des ordinateurs fixes avec un clavier plus grand, un écran plus large) ;
- modifier les cadences et rythmes de travail pour limiter les gestes difficiles (dans le secteur de l’industrie notamment) ;
- allonger les temps de pauses ;
- passer en télétravail (permet de ne pas se déplacer sur le lieu de travail, gérer son temps de travail de manière individuelle selon les possibles soins nécessaires)…

Le coût de l’aménagement d’un poste de travail est normalement à la charge de l’employeur, cependant il peut faire une demande de subvention à la CARSAT ou à l’AGEFIPH si le salarié est reconnu handicapé.
- Le temps de travail, qui pourra faire l’objet d’un aménagement.

Après un arrêt de travail à temps complet, le salarié peut bénéficier d’un temps partiel thérapeutique. Il est prescrit par le médecin traitant, autorisé par le médecin-conseil de la caisse d’Assurance maladie et accepté par l’employeur. Le temps partiel thérapeutique permet une réinsertion progressive du salarié dans l’entreprise. En effet, le salarié pourra réintégrer son poste de travail tout en bénéficiant d’un allègement du nombre d’heures. Il est accordé pour une durée maximale de 12 mois, c’est donc une mesure transitoire. La durée varie selon les besoins du salarié. L’allègement de la durée de travail doit coïncider avec l’allègement de la charge de travail, afin que la mesure soit efficace pour le salarié.
Le nombre d’heures travaillées est rémunéré par l’employeur, tandis que les heures non travaillées sont prises en charge par la sécurité sociale. L’article L. 323-3 du code de la sécurité sociale précise que « L'indemnité journalière prévue à l’article L.321-1 est servie, en cas de travail à temps partiel pour motif thérapeutique, dans les cas suivants : 1° Le maintien au travail ou la reprise du travail et le travail effectué sont reconnus comme étant de nature à favoriser l'amélioration de l'état de santé de l'assuré ; 2° L'assuré doit faire l'objet d'une rééducation ou d'une réadaptation professionnelle pour recouvrer un emploi compatible avec son état de santé ».
Concernant les autorisations d’absence, l’article L.1226-5 du Code du travail prévoit que le salarié atteint d’une maladie grave peut bénéficier, en cas de besoin et sans arrêt de travail, « d'autorisations d'absence pour suivre les traitements médicaux rendus nécessaires par son état de santé ». L’employeur n’est cependant pas obligé de rémunérer le salarié absent, sauf convention collective ou accord d’entreprise contraire.

##### 2) Inaptitude au travail
Le médecin du travail peut, par ailleurs, considérer le salarié comme inapte à reprendre son poste. Cette inaptitude peut être totale ou partielle, et n’être que temporaire ou l’être de manière définitive. L’employeur doit alors, dans la mesure du possible, proposer des postes adaptés conformément à l’avis du médecin du travail.Cette recherche doit se faire au sein de son entreprise, mais également au sein du groupe à laquelle l’entreprise pourrait appartenir. Le salarié, de son côté, n’est pas obligé d’accepter ces propositions.
Ainsi, si salarié a été déclaré inapte à son emploi antérieur, et qu’il bénéficie de la reconnaissance de la qualité de travailleur handicapé (RQTH), il pourra se voir appliquer le dispositif du contrat de rééducation professionnelle en entreprise : ce dispositif peut être complété par la formation professionnelle et a pour but de leur permettre d’apprendre un nouveau métier. Il pourrait être assimilé au CDD : en effet, la durée du CRPE est fixée par les parties, il peut être renouvelé une fois dans la limite de 18 mois et peut déboucher sur un CDI.

#### Entretien professionnel au retour à l’emploi
La loi du 5 mars 2014 relative à la formation professionnelle créé le dispositif d’entretien professionnel. Il doit être organisé tous les deux ans mais devient systématique en cas d’arrêt longue maladie (article L.6315-1 du Code du travail). L’entretien professionnel est « consacré à ses perspectives d'évolution professionnelle, notamment en termes de qualifications et d'emploi. Cet entretien ne porte pas sur l'évaluation du travail du salarié. Cet entretien comporte également des informations relatives à la validation des acquis de l'expérience, à l'activation par le salarié de son compte personnel de formation, aux abondements de ce compte que l'employeur est susceptible de financer et au conseil en évolution professionnelle».

### Prévention de désinsertion professionnelle
Ce dispositif permet de détecter et d’accompagner les salariés présentant un risque d’inaptitude au poste de travail.
Le but d’un tel dispositif est d’organiser un retour à l’emploi dans les meilleures conditions possibles, qu’il s’effectue dans l’entreprise au même poste ou à un autre, ou qu’il consiste en une réorientation professionnelle dans un autre secteur d’activité.
Ainsi, en pratique, deux situations peuvent se présenter pour mettre en place le dispositif de prévention de désinsertion professionnelle :
- Si le salarié est en arrêt de travail depuis plus de 45 jours, la CPAM se doit d’effectuer un signalement auprès du service médical de l’assuré. Le médecin conseil, de son côté, peut détecter, au cours de ses contrôles, une difficulté à la reprise d’activité professionnelle. Dans ce cas, il orientera le salarié vers la médecine du travail pour une visite de pré-reprise, et vers le service social pour un accompagnement socio-professionnel ;
- Si le salarié est en arrêt depuis plus de 90 jours, la CPAM doit alors effectuer des signalements auprès du service social du salarié, dans un but de fragilisation sociale. Ce dernier proposera ainsi de façon systématique des offres de service. Il est donc l’interlocuteur privilégié du salarié victime d’une ALD concernant son information et son accompagnement,

### L'essai encadré
Par ailleurs, durant l’arrêt de travail, le salarié peut bénéficier de l’essai encadré afin de tester ses compétences sur un poste de travail. Cela lui permet donc :
- De tester ses compétences sur un nouveau poste de travail ;
- De tester ses compétences en aménageant le temps de travail ;
- De tester ses compétences sur son ancien poste de travail ;
- De rechercher des pistes pour un aménagement de poste ou un reclassement professionnel.

Concernant sa mise en place, l’essai encadré nécessite un certain nombre de mesures telles que : les avis du médecin traitant et du médecin du travail, la confirmation du service médical, l’évaluation du service social.

## Les arrêts maladie pour les personnes souffrant d'ALD

### Arrêts maladie liés à une ALD (exonérante ou non)
La durée maximale de versement des indemnités journalières est de 3 ans (contre 360 jours pour les autres).
Le délai de carence de 3 jours avant d'être indemnisé n'entre en compte que pour le premier arrêt de travail sur une période de 3 ans.
Pour le salarié en ALD exonérante, les indemnités journalières sont exonérées d’impôt sur le revenu.

### Congé de longue maladie (CLM) dans les entreprises publiques
Le fonctionnaire a droit à des congés de longue maladie (CLM) lorsqu'il est constaté que sa maladie ne lui permet pas d'exercer ses fonctions et rend nécessaire un traitement et des soins prolongés s'il y a un caractère invalidant et une gravité confirmée (Loi n° 8416 du 11 janvier 1984 art. 34-2).
La liste indicative des affections susceptibles d'ouvrir droit au CLM est fixée par un arrêté du 14 mars 1986.
Si le congé est demandé pour une affection n'étant pas inscrite sur la liste, il ne peut être accordé qu'après avis du comité médical compétent. Ce congé dure 3 ans maximum et le salarié ayant déjà obtenu un CLM ne peut bénéficier d'un autre congé pour la même maladie, ou une autre maladie, que s'il a repris son travail sur une durée d'au moins un an. Le congé de longue maladie est accordé ou renouvelé par périodes de 3 à 6 mois. Sa durée est fixée, dans ces limites, sur proposition du comité médical.

### Congé de longue durée (CLD)
Dans les entreprises privées :
- Un salarié qui souffre d'une affection de longue durée (ALD) peut bénéficier d'un congé de longue durée. Il est alors soumis au régime des affections de longue durée ;
- Ce type d'arrêt maladie de long terme est réservé aux maladies graves ou chroniques. Les frais médicaux sont pris intégralement en charge par la Sécurité sociale. Le salarié peut toucher des indemnités journalières à hauteur de la moitié de son salaire de référence ;
- Un salarié du privé peut être absent de son entreprise plus de 6 mois pour cause de maladie ou d'événements particuliers ;
- Lors d'un congé longue durée, le contrat de travail du salarié de droit privé est suspendu et ne perçoit donc pas de rémunération de la part de son entreprise. Cependant, il peut percevoir des indemnités d'autres organismes comme l'assurance maladie. De retour d'un congé longue durée, quelle que soit la nature de congé, le salarié doit retrouver son ancien poste, ou un poste équivalent, sans diminution de salaire.

Dans la fonction publique :
- Le congé longue durée (CLD) est un congé accordé pour quelques maladies rares seulement comme la tuberculose, maladie mentale, affection cancéreuse, poliomyélite ou déficit immunitaire grave et acquis, et sous certaines conditions ;
- Lorsque l'affection a été contractée dans l'exercice des fonctions, la demande de reconnaissance de la maladie comme maladie professionnelle doit être présentée dans les 4 ans qui suivent la date de sa première constatation médicale ;
- La durée totale du congé de longue durée est fixée à 5 ans maximum, pour la même affection. Pour obtenir un congé de longue durée, les fonctionnaires doivent adresser à leur administration une demande, accompagnée d'un certificat de leur médecin traitant spécifiant qu'ils sont susceptibles de bénéficier d'un tel congé. L'administration soumet cette demande à l'avis du comité médical (Loi n° 84-16 du 11 janvier 1984 art. 34-4 ) ;
- Le fonctionnaire conserve l'intégralité de son traitement indiciaire pendant 3 ans ;
- Les deux années suivantes, il est rémunéré à demi-traitement. Si la maladie a été contractée dans l'exercice de ses fonctions, la durée totale du congé de longue durée est portée à 8 ans maximum, dont 5 ans à plein traitement et 3 ans à demi-traitement.

Une affection de longue durée n'implique pas automatiquement une invalidité ou une rupture du contrat de travail. L'ALD peut provoquer une invalidité mais ce n'est pas automatique. L'invalidité n’entraîne pas forcément la rupture du contrat de travail. Ainsi même si le salarié souffre d'une incapacité permanente partielle (IPP) due à une affection de longue durée, il peut toujours travailler. En effet il n'y a rupture du contrat de travail que dans deux cas :
- Lorsque l'ALD provoque une inaptitude au travail, constatée par le médecin du travail et qu'il n'y a aucune possibilité de reclassement pour le salarié ;
- Lorsque l'absence du salarié, répétée ou prolongée, perturbe l'activité de l'entreprise et nécessite son remplacement définitif[38].

## Fin de contrat
S'il est mis fin au contrat de travail du salarié alors qu'il n'entre pas dans ces deux catégories, il s'agit d'un licenciement considéré comme discriminatoire puisque simplement basé sur l'état de santé du salarié (art. L.1132-1 du Code du travail).
Le salarié licencié peut alors obtenir sa réintégration et des dommages et intérêts en saisissant le Conseil de prud'hommes. En cas de discrimination, les juges ne sont pas tenus de respecter les nouveaux plafonds d'indemnisation fixés en cas de licenciement abusif.

## Non obligation de prévenir l'employeur lorsque l'on souffre d'ALD
Le salarié a une obligation de loyauté envers son employeur. Cependant, rien ne l'oblige à lui donner une information relative à sa vie privée. En effet un salarié reconnu travailleur handicapé par la commission des droits et de l'autonomie des personnes handicapées (CDAPH) et qui n'informe pas son employeur de son handicap ne commet pas de faute. Les informations relatives à son état de santé ne peuvent être confiées qu'au médecin du travail qui est lui-même tenu au secret médical vis-à-vis de l'employeur. Cependant le salarié ne pourra donc pas bénéficier des aménagements de poste ou de temps de travail. Sur ce point, il a plutôt intérêt à en informer l’employeur.
Le droit au respect de la vie privée est ainsi protégé. Une réponse ministérielle rappelle que la décision de porter connaissance à l'employeur ou au médecin du travail, sa condition de bénéficiaire de la qualité de travailleur handicapé doit résulter d'une démarche personnelle et volontaire de l'intéressé.
Enfin, selon l'article 9 du Code civil, chacun a droit au respect de sa vie privée.

## Source, notes et références
- HCAAM, Ministère de la Santé (Séance du 28 avril 2005), Note sur le régime des affections de longue durée (ALD), Paris, Haut Conseil pour l'avenir de l'assurance maladie, 2006, 98 p., 21 × 29,7 cm (lire en ligne [PDF]). .

Notes
1. ↑  « Ordonnance no 45/2454 - Chapitre III, Assurance de la longue maladie : article 37 » [Les prestations prévues à l'article 35 sont attribuées pour une durée fixée par la caisse primaire et qui peut être prolongée par des décisions ultérieures jusqu'à la fin de la troisième année suivant la première constatation médicale de la maladie], sur legislation.cnav.fr (consulté le 22 décembre 2020).
2. ↑  Note sur le régime des ALD, Indication : Précision sur le terme de « guéri » signifiant que la personne n’est plus dans le régime ALD, pour lequel, elle est « sortie » à la suite d’une révision de son dossier par le service médical de l'assurance maladie. Il s’agit d’une notion plus administrative que médicale et la personne peut être « guérie » médicalement parlant, et être en ALD tant que son dossier n’a pas été révisé, p. 10.

Références
1. 1 2 3 4  Participation de l'assuré : Article D322-1 en vigueur au 27 juin 2011 du Code de la sécurité sociale (consulté le 17 décembre 2020).
2. 1 2  Article L322-3 en vigueur au 23 décembre 2015 du Code de la sécurité sociale (consulté le 21 décembre 2020).
3. ↑  Article L324-1 en vigueur au 28 janvier 2016 du Code de la sécurité sociale (consulté le 21 décembre 2020).
4. ↑  Article R324-1 en vigueur au 16 octobre 2016 du Code de la sécurité sociale (consulté le 21 décembre 2020).
5. ↑  « Maladie : le poids croissant des affections de longue durée », sur Mutualité française, 8 janvier 2018 (consulté le 21 décembre 2020).
6. 1 2  Daniel Caby et Alexis Eidelma, « Quel avenir pour le dispositif de prise en charge des affections de longue durée (ALD) ? », Trésor-Éco, Paris, Ministère de l'Économie et des Finances, no 145,‎ avril 2015, p. 1 et 5 / 8 (ISSN 1777-8050, lire en ligne [PDF], consulté le 21 décembre 2020).
7. 1 2  « Affections de longue durée (ALD) », sur financespubliques.fr (consulté le 22 décembre 2020).
8. 1 2  Loi no 2004-810 du 13 août 2004 relative à l'assurance maladie.
9. ↑  [PDF] Tableau de suivi de la mise en application de la loi no 2004-810, page 29 sur 42, publié le 30 mars 2005 sur le site de l'Assemblée nationale (consulté le 21 décembre 2020).
10. ↑  « Avis sur les affections de longue durée », sur Haute Autorité de santé, 5 avril 2010 (consulté le 21 décembre 2020).
11. ↑  « Ordonnance no 45/2454 du 19 octobre 1945 : Chapitre III, Assurance de la longue maladie », sur legislation.cnav.fr (consulté le 22 décembre 2020).
12. 1 2  Note sur le régime des ALD, HCAAM, p. 5.
13. ↑  Note sur le régime des ALD, HCAAM, p. 4.
14. ↑  Ministère de l'Éducation nationale, « Prise en charge d'une affection de longue durée (ALD) par l'Assurance maladie », sur associations.gouv.fr (consulté le 17 décembre 2020).
15. ↑  Note sur le régime des ALD, HCAAM, p. 9.
16. ↑  « Qu'est-ce qu'une affection de longue durée ? », sur Ameli, 5 décembre 2012 (version du 4 mars 2014 sur Internet Archive) (consulté le 22 décembre 2020).
17. ↑  Note sur le régime des ALD, HCAAM, p. 11.
18. ↑  Note sur le régime des ALD, HCAAM, p. 10.
19. ↑  « La visite de pré-reprise ».
20. ↑  « Article R4624-29 du Code du travail ».
21. ↑  L.4624-3
22. ↑  2005-102 du 11 février 2005
23. ↑  « Convention internationale relative aux droits des personnes handicapées ».
24. ↑  R.4214-26
25. ↑  L.4624-6
26. ↑  L. 323-3
27. ↑  Maladie grave. (Article L1226-5)
28. ↑  5 mars 2014
29. ↑  « En quoi consiste l'entretien professionnel ? ».
30. ↑  L.6315-1
31. ↑  « La prévention de désinsertion professionnelle : un enjeu important pour l'entreprise ».
32. ↑  « Essai encadré ».
33. ↑  « Affection de longue durée, l'intérêt de se déclarer », Le particulier,‎ février 2018
34. ↑  art D.160-4 du code de la sécurité sociale, Bofip BOI-RSA-CHAMP-20-30-20-20160302
35. ↑  « Le congé de longue maladie d'un fonctionnaire ».
36. ↑  « Arrêté du 14 mars 1986 relatif à la liste des maladies donnant droit à l'octroi de congés de longue maladie ».
37. ↑  « Le congé de longue durée du fonctionnaire ».
38. ↑  Cass. soc. 27.1.2016, n°14-10084
39. ↑  L.1132-1
40. ↑  « Article L1222-1 du Code du travail ».
41. ↑  Commission CDAPH qui a remplacé COTOREP (pour l'adulte) et CDES (pour l'enfant) en 2005
42. ↑  Cass. soc. 18 septembre 2013 n°12-17159
43. ↑  « Reconnaissance du handicap : 5 bonnes raisons ».
44. ↑  Article 9 en vigueur au 30 juillet 1994 du Code civil (consulté le 22 décembre 2020).
45. ↑  « Réponse du Ministère du travail, de l'emploi et de la santé publiée dans le JO Sénat du 14 avril 2011 », 21 octobre 2016 (consulté le 22 décembre 2020).